# سديم النفاثتين
سديم النفاثتين أو مينكوفسكي 2-29 أو سديم جناحي الفراشة (بالإنجليزية: Twin jet nebula أو Minkowski 2-9 أو Wings of a Butterfly Nebula) هو سديم كوكبي اكتشفه رودولف مينكوفسكي في عام 1947. يقع هذا السديم على بعد نحو 2100 سنة ضوئية من المجموعة الشمسية ، في اتجاه كوكبة الحواء. يتميز سديم النفاثتين كسديم ذي قطبين يتكونان من مادة تنطلق من قزم أبيض في وسطه. وقد أطلق عليه بعض علماء الفلك اسم سديم النفاثتين لما ينطلق منه من مادة وغازات في شكل نفاثتين. كما يشبه بعض علماء الفلك شكل هذا السديم بأجنحة الفراشة. وقد قام تلسكوب هابل الفضائي بتصوير هذا السديم بعناية في عام 1990 وما بعدها.

## خصائصه
المكون الأساسي للنجم الثنائي المركزي هو القلب الساخن للنجم الذي وصل إلى نهاية دورة حياته في التسلسل الرئيسي للنجوم ، وأخرج معظم طبقاته الخارجية وأصبح عملاقًا أحمر ، وهو الآن يتقلص ليصبح قزمًا أبيضا. يُعتقد أنه كان نجمًا شبيهًا بالشمس في وقت مبكر من حياته. النجم الثاني الأصغر من المدارات الثنائية يدور عن قرب جدًا وربما يكون قد غمره الغلاف الجوي النجمي المتوسع للنجم الآخر مع التفاعل بينهما مما أدى إلى إنشاء السديم. يفترض علماء الفلك أن جاذبية أحد النجوم تسحب بعضًا من الغاز من سطح الآخر وتدفعه إلى قرص رفيع كثيف يمتد في الفضاء. نظرًا لأن المدارات الثنائية المركزية للنجمين تستغرق من 86 إلى 120 عامًا ، فإن الرياح المنبعثة من الثنائي يتغير اتجاهها معها.
يتضخم السديم بشكل كبير  بسبب الرياح النجمية السريعة ، التي تهب في القرص المحيط وتضخم الأجنحة الكبيرة الهشة التي تشبه الساعة الرملية المتعامدة على القرص. تظهر هذه الأجنحة في شكل الفراشة عند رؤيتها في الإسقاط. يقدر عمر الغلاف الخارجي بحوالي 1200 سنة (أطروحة شوارتز وزملائه 1997).

## اقرأ أيضا
| - سديم الجبار - سديم الحلقة - سديم كوكبي - التنين (كوكبة) - سديم المسدس | - سديم الساعة الرملية - سديم الإسكيمو - سديم الفراشة - سديم زحل |  |